# Archidiecezja Goiânia
Archidiecezja Goiânia (łac. Archidioecesis Goianiensis) – archidiecezja Kościoła rzymskokatolickiego w Brazylii. Należy do metropolii Goiânia, wchodzi w skład regionu kościelnego Centro-Oeste. Została erygowana przez papieża Piusa XII bullą Sanctissima Christi Voluntas w dniu 26 marca 1956.
Powstała z wyodrębnienia z terytorium archidiecezji Goiás. W momencie powstania przejęła funkcję metropolii od archidiecezji Goiás.